# Salzbach (Ems)
Der Salzbach ist ein orographisch rechter Nebenfluss des Eder-Zuflusses Ems auf dem Gemeindegebiet von Bad Emstal im nordhessischen Landkreis Kassel.

## Verlauf
Seine Quelle ist der am Waldrand gelegene „Luthersborn“ am Nordosthang des 403,5 m hohen Kuhbergs. Von dort fließt der kleine Bach in langem Bogen am Waldrand entlang zunächst in nordöstlicher Richtung und unterquert nach etwa 1,2 km die Bundesstraße 450 von Fritzlar nach Wolfhagen. Dann biegt er westlich des Sportplatzes von Sand scharf nach Südosten um und verläuft etwas südlich der heutigen Bebauungsgrenze von Sand, dabei das Gebiet der ehemaligen Dorfschaft Offenhausen durchquerend. Dort wird er zu einem kleinen Teich aufgestaut, der vermutlich einst der unterhalb gelegenen ehemaligen Mühle zuverlässigen Zulauf sichern sollte. Nach Durchfließen des Teichs knickt der Bachlauf scharf nach Süden ab und mündet dann etwa 75 m südlich des Offenhäuser Wegs in die von Norden kommende Ems bei deren Fließgewässer-Kilometrierung 24,5.

## Naturraum
Der Salzbach verläuft in seiner gesamten Länge in der naturräumlichen Teileinheit „Isthaebene“ (Nr. 341.34) in der Haupteinheit Ostwaldecker Randsenken (341) und der Untereinheit Wolfhager Hügelland (341.3).